# Йоаким ІІ (патріарх Константинопольський)
Патріарх Йоаким II (грец. Πατριάρχης Ἰωακεὶμ Β´, в миру Іоанн Коккодіс Курсулудіс, грец. Ιωάννης Κοκκώδης Κουρσουλούδης; близько 1802, Каллімасіа, Османська імперія — 17 серпня 1878, Стамбул) — патріарх Константинопольський (на престолі двічі: 1860-1863 та 1873-1878 роки).

## Біографія
Народився близько 1802 в селі Каллімасіа острова Хіос (Καλλιμασιά Χίου); доводився дядьком по матері майбутньому Патріархові Йоакима IV (1884-1886).
У грудні 1827 року був возведений у сан єпископа Дринупольского, в липні 1835 року переміщений на Яннінську кафедру, в серпні 1838 року відправлений на Афон, через 2 роки знову отримав Яннінську кафедру, в квітні 1845 року переміщений в Кизик.
4 жовтня 1860 року обраний на патріарший престол, успадковувавши його від Патріарха Кирила VII. Скликаний ним Собор 24 лютого 1861 роки позбавив сану і засудив до заслання головних ідеологів болгарського руху: митрополитів Макаріопольського Іларіона, Велеського Авксентія і Пловдивського Паїсія.
Був першим Константинопольським патріархом, обраним довічно за положенням Загальних статутів (грец. Γενικοὶ Κανονισμοί) (будучи геронтом, спочатку противився їх втіленню в життя, але був змушений Синодом і Портою до їх виконання на початку 1862 року); проте, 18 серпня 1863 року було змушений відректися від престолу через невдоволення ним з боку членів Синоду.
Обрано вдруге 23 листопада 1873 року і займав престол до самої смерті 5 серпня 1878 року. Похований в Храмі Життєдайного Джерела в Валуклі.